# Çò des d'Aloi de Baish
Çò des d'Aloi de Baish és una casa de Salardú al municipi de Naut Aran (Vall d'Aran) inclosa a l'Inventari del Patrimoni Arquitectònic de Catalunya.

## Descripció
Antic habitatge amb una casa de secció rectangular, de tres plantes i "humarau" amb llucanes. La façana orientada a llevant. La porta d'accés fou resolta amb peces de marbre blanc i sengles daus en els brancals,conserva restes d'haver estat decorada amb pintura negra. Al centre de la llinda s'indica: "ANNO 1829 / F[e]R[nando] VII REGNAN / TE.LIMEN HOC / MANIBUS DATUM / CURIOSA NOVE / RIT POSTERITAS / C.D.ALOY". En el mur de migdia hi ha adossat un bloc de pedra, quadrangular (40 x 30 cm) que presenta un escut amb les barres catalanes, en posició invertida, com és habitual) i la següent inscripció en relleu: "Mª PAU [L U]S ESPA / NYA Y / ALOY / 1769" ressaltada amb pintura vermella.